# خانه میرزا یوسف صوفی
خانه میرزا یوسف صوفی مربوط به دوره قاجار است و در املش، خیابان امام خمینی، کوچه رهبری واقع شده و این اثر در تاریخ ۲ آبان ۱۳۸۲ با شمارهٔ ثبت ۱۰۵۸۶ به‌عنوان یکی از آثار ملی ایران به ثبت رسیده است.